# Cristiane Varão
Christianne de Araujo Varão (Santa Inês, 31 de outubro de 1979), conhecida como Cristiane Varão, é uma política brasileira, filiada ao Partido Liberal (PL). Foi vereadora e atualmente é prefeita do município de Bom Jardim, no estado do Maranhão.

## Carreira política
Na eleição municipal de 2016, Cristiane se candidatou a uma vaga na Câmara de Vereadores de Bom Jardim, obtendo 1 051 votos, o que corresponde a 5,45% do total de votos válidos, sendo eleita vereadora do município.
Cristiane se candidatou pela primeira vez ao cargo de prefeita de Bom Jardim nas eleições de 2020. Na ocasião, venceu o então prefeito Francisco Araújo por uma diferença de 175 votos, obtendo um total de 6 429 votos, o que corresponde a 33,41% do total.
Cristiane concorreu à reeleição pelo Partido Liberal (PL) em 2024, e obteve 13 551 votos, correspondendo a 63,93% dos votos válidos, o que lhe garantiu a vitória e a continuidade de seu mandato até 2028.

### Prefeita de Bom Jardim
Durante o mandato de Cristiane Varão, Bom Jardim recebeu recursos de emendas parlamentares, como as disponibilizadas pelo deputado Hildo Rocha para a pavimentação asfáltica de diversas vias na sede e nos povoados. Segundo o portal oficial do parlamentar, essas obras contribuíram para melhorias significativas na infraestrutura local.
Durante sua gestão, o município conquistou o Selo UNICEF pela primeira vez, em reconhecimento aos avanços nas políticas públicas voltadas para o bem-estar de crianças e adolescentes.
Em 2023, a prefeita recebeu o Selo Bronze de Prefeito(a) da Educação, uma premiação estadual que reconhece gestores por avanços no setor educacional. A conquista foi atribuída a políticas como o aumento no Índice de Desenvolvimento da Educação Básica (IDEB) municipal, que vinha caindo,[carece de fontes?] a implementação de medidas de inclusão escolar e a melhoria na infraestrutura das escolas. Entre as ações implementadas, destacam-se a climatização de escolas municipais e a oferta de serviços voltados à inclusão educacional, como cuidadoras para estudantes com deficiência e atendimentos especializados nas áreas de psicologia, fonoaudiologia, psicopedagogia e terapia ocupacional, através do Centro de Atenção Psicossocial (CAPS).
Em dezembro de 2024, a gestão compartilhou que o município também foi premiado pelo  MEC com o Selo Ouro do Selo Nacional Compromisso com a Alfabetização  É uma premiação que reconhece simbolicamente as ações realizadas por estados, municípios e o Distrito Federal na promoção da alfabetização na idade certa. A iniciativa faz parte do Compromisso Nacional Criança Alfabetizada, cujo objetivo é garantir avanços na alfabetização dos estudantes em todo o país. 